# Rabbtjärnen, Jämtland
Rabbtjärnen är en sjö i Krokoms kommun i Jämtland och ingår i Indalsälvens huvudavrinningsområde.